# Zhelannaja
Zhelannaja är ett berg i Antarktis. Det ligger i Östantarktis. Norge gör anspråk på området. Toppen på Zhelannaja är 1 782 meter över havet.
Terrängen runt Zhelannaja är lite kuperad, och sluttar norrut. Trakten är obefolkad. Det finns inga samhällen i närheten.